# Generación de chicas 1979
Generación de chicas 1979 (en hangul, 란제리 소녀시대; romanización revisada, Lanjeri sonyeosidae) es una serie de televisión surcoreana emitida por KBS 2TV desde el 11 de septiembre hasta el 3 de octubre de 2017. Está basada en la novela de 2009 Lingerie Girls' Generation (란제리 소녀시대) de Kim Yong Hee y es protagonizada por Bona, Chae Seo Jin, Seo Young-joo, Lee Jong Hyun, Yeo Hoe Hyun y Dohee.

## Sinopsis
Lee Jung-hee es la segunda hija de una familia dueña de una fábrica de juguetes. Dirige un grupo de chicas adolescentes, quienes  tienen aventuras caóticas juntas. Conoce a Bae Dong-moon a través de una cita de grupo y Bae inmediatamente se enamora de ella. Aun así, Lee se enamora de Sohn Jin, quien es un lindo estudiante sénior de una escuela de chicos y empieza a seguirle para llamar su atención.
Entonces un día, Park Hae Joo, quien es una estudiante de transferencia de Seúl, se une a su clase y se vuelve el centro de atención, creando celos y fricción entre Lee Jung-hee y sus amigas. A pesar de la atención de Lee, Sohn está atraído por Park. Aun así, Park no tiene sentimientos románticos por Sohn pues está interesada en Joo Young-choon, quien es un exgánster ahora convertido en un handyman local.
Es la historia  del crecimiento de la amistad entre Lee Jung-hee y la chica nueva, quienes crean un vínculo a pesar de la rivalidad inicial. 
Hay también un lado más oscuro en la historia, con un misterio que rodea un número creciente de agresiones sexuales en la ciudad. Y en la fábrica de juguetes local, las trabajadoras empiezan desaparecer una por una.

## Reparto

### Personajes principales
- Bona como Lee Jung Hee.[3][4]
- Chae Seo Jin como Park Hye Joo.
- Seo Young-joo como Bae Dong-moon.
- Lee Jong Hyun como Joo Young Choon.[5]
- Yeo Hoe-hyun como Sohn Jin.
- Dohee como Shim Ae Sook.[6][7]

### Personajes secundarios
Familia de Jung Hee
- Kwon Hae Hyo como Padre de Jung Hee.[8]
- Kim Sun Young como Madre de Jung Hee.
- Park Ha Na como Hong Dong Hwa.
- Jo Byung Gyu como Lee Bong Soo.

Chicas de la Escuela Junghyeon
- In Gyo Jin como Oh Man Sang.
- Kim Jae Hwa como Instructora
- Baek Eun Kyung como Joon Hyun Hee.
- Bang Soo Jin como Kim Eon Joo.
- Seo Ye Seul como Soh Eun Ja.
- Kim Soo Hyun como Kim Ki Ryeo.
- Lee Bom como Park Gwi Ja.
- Jo Mi Nyeo como Han Ma Eun.

### Otros personajes
- Ahn Bo Hyun como Amigo de Young Choon.
- Jo Duk hyun como Padre de Hye Joo.
- Han Geu Lim como  Hermana #3.
- Jo Ah In como Joo Aeng Cho.
- Lee Chae Kyung como Son Jin.

## Producción
La primera reunión para leer el guion se realizó el 18 de agosto de 2017 en KBS Edificio Anexo en Yeuido, Seúl.

## Banda sonora
OST Parte 1
| N.º | Título                                          | Artist        | Duración |  |
| 1.  | «Again, We Meet» (다시 우리 만나도)             | Jaeyoon (SF9) | 03:43    |  |
| 2.  | «Like You (Drama Ver.)» (반하겠어 (Drama Ver.)) | HONEYST       | 03:51    |  |
| 3.  | «Again, We Meet» (Inst.)                        |               | 03:43    |  |

OST Parte 2
| N.º | Título                 | Artist         | Duración |  |
| 1.  | «Love Girl» (사랑소녀) | Hyejeong (AOA) | 03:41    |  |

## Recepción

### Audiencia
En azul la audiencia más baja y en rojo la más alta, correspondientes a las empresas medidoras TNms y AGB Nielsen.
| Ep. #    | Fecha de estreno         | Share        | Share        | Share       | Share       |
| Ep. #    | Fecha de estreno         | TNmS Ratings | TNmS Ratings | AGB Nielsen | AGB Nielsen |
| Ep. #    | Fecha de estreno         | Nacional     | Seúl         | Nacional    | Seúl        |
| -------- | ------------------------ | ------------ | ------------ | ----------- | ----------- |
| 1        | 11 de septiembre de 2017 | 4.7 %        | 5.2 %        | 4.3 %       | 4.8 %       |
| 2        | 12 de septiembre de 2017 | 4.8 %        | 5.3 %        | 4.8 %       | 5.4 %       |
| 3        | 18 de septiembre de 2017 | 4.8 %        | 5.3 %        | 4.1 %       | 4.6 %       |
| 4        | 19 de septiembre de 2017 | 5.0 %        | 5.8 %        | 4.1 %       | 4.9 %       |
| 5        | 25 de septiembre de 2017 | 5.0 %        | 5.2 %        | 4.2 %       | 4.4 %       |
| 6        | 26 de septiembre de 2017 | 5.3 %        | 5.4 %        | 4.7 %       | 4.8 %       |
| 7        | 2 de octubre de 2017     | 4.5 %        | 4.8 %        | 4.4 %       | 4.7 %       |
| 8        | 3 de octubre de 2017     | 3.8 %        | 3.9 %        | 3.7 %       | 3.8 %       |
| Promedio | Promedio                 | 4.7 %        | 5.1 %        | 4.3 %       | 4.7 %       |

### Premios y nominaciones
| Año  | Premio                | Categoría                              | Nominado      | Resultado |
| ---- | --------------------- | -------------------------------------- | ------------- | --------- |
| 2017 | 31st KBS Drama Awards | Mejor actor de drama corto o especial  | Yeo Hoe-hyun  | Ganador   |
| 2017 | 31st KBS Drama Awards | Mejor actor de drama corto o especial  | Seo Young-joo | Nominado  |
| 2017 | 31st KBS Drama Awards | Mejor actriz de drama corto o especial | Bona          | Nominada  |
| 2017 | 31st KBS Drama Awards | Mejor actriz nueva                     | Bona          | Nominada  |
| 2017 | 31st KBS Drama Awards | Mejor actor secundario                 | In Gyo-jin    | Nominado  |
| 2017 | 31st KBS Drama Awards | Mejor actriz secundaria                | Kim Sun-young | Nominada  |

## Emisión internacional
- Japón: DATV (2018).[12]